# Pečat (magija)
Pečat (lat. sigillum, eng. seal) je okultni simbol koji se koristi u ceremonijalnoj magiji s ciljem prizivanja duhova, anđela ili demona ili ugraviran na talisman radi stjecanja zdravlja, sreće i zaštite.
Izrađuje se kombinacijom različitih simbola i geometrijskih likova koji predstavljaju grafički potpis odgovarajućeg demona ili nadnaravnog entiteta, a prema vjerovanju, energiju dobiva putem molitve, meditacije ili magije.

## Povijest
Sigili, odnosno magični pečati, korišteni su još u dalekoj prošlosti. Na slične artefakte nalazimo kod nordijskih naroda (rune) te kod Arapa i Židova koji su ih utiskivali na talismane.
U Europi se pojavljuju od kasnog srednjeg vijeka i renesanse u brojnim grimorijima koji su cirkulirali u rukopisnom, a kasnije i u tiskanom obliku.
U suvremeno doba magiju pečata aktualizirao je vidovnjak i okultist Austin Osman Spare (1886. – 1956.) u knjizi Knjiga zadovoljstva - Psihologija ekstaze. Prema njegovoj teoriji, pečati su sredstvo koncentriranja magične volje putem djelovanja na podsvijest.